# Mathighatta, Belur
Mathighatta là một làng thuộc tehsil Belur, huyện Hassan, bang Karnataka, Ấn Độ.